# 索爾哲鎮區 (堪薩斯州傑克遜縣)
索爾哲鎮區（英語：Soldier Township）為美國堪薩斯州傑克遜縣轄下的鎮區。2010年美国人口普查中此鎮區人口有404人。

## 地理
索爾哲鎮區涵蓋總面積為110.3平方（42.57平方英里），其中陸地面積為110.1平方（42.51平方英里），水域面積為0.16平方（0.06平方英里）或0.14%。海拔高度375（1,230英尺）。

## 人口統計
根據2010年美國人口普查，索爾哲鎮區人口有404人，其中男性有211人，女性有193人，人口密度為每平方公里3.67人，住房計179戶。鎮區內的白人有378人，非裔美國人有3人，美洲原住民有13人，亞裔美國人有0人，太平洋島裔美國人有0人，其他種族有3人，混血種族則有7人。此外鎮區內有13人為西班牙裔或拉丁裔美國人。此鎮區之年齡中位數為44.9歲，而男性年齡中位數為44.9歲，女性年齡中位數為44.8歲。

## 交通

### 主要公路
- 62號堪薩斯州州道